# Psyche brachycornis
Psyche brachycornis är en fjärilsart som beskrevs av Igor Kozhanchikov 1956. Psyche brachycornis ingår i släktet Psyche och familjen säckspinnare. Inga underarter finns listade.